# Brigitta Bereczki
Brigitta Bereczki (* 7. Dezember 1966 in Orosháza) ist eine ehemalige ungarische Biathletin.
Brigitta Bereczki war eine der Pionierinnen des ungarischen Frauenbiathlons, den sie in seinen ersten zehn Jahren mitprägte. Sie lebt in Orosháza und startete für Salgortaljáni Petöfi Diák Sportegyesület. Sie nahm an den Biathlon-Weltmeisterschaften 1984 in Chamonix teil, wo erstmals Weltmeisterschaften für Frauen ausgetragen wurden. Im Sprint wurde sie 31., im Einzel 25. Drei Jahre später wurde sie in Lahti 34. und 32. 1989 wurde Bereczki in Feistritz an der Drau bei den erstmals gemeinsam für Frauen und Männer ausgetragenen Weltmeisterschaften 36. im Sprint und 35. des Einzels, 1990 in Minsk 40. des Einzels. 1991 nahm die Ungarin in Lahti an ihren fünften Weltmeisterschaften teil und wurde 33. des Sprints und 40. des Einzels. Als eine von nur wenigen Läuferinnen konnte Bereczki nicht am WM-Debüt der Biathletinnen teilnehmen, sondern startete auch bei den Olympischen Winterspielen 1992 in Albertville, wo erstmals Frauen bei olympischen Biathlonwettbewerben starteten. Im Sprint wurde sie 61., im Einzel 44. und mit Kathalin Czifra und Beatrix Holéczy 16. des Staffelrennens. 1993 startete sie zum sechsten und letzten Mal bei Weltmeisterschaften und belegte in Borowetz in Sprint und Einzel 69. Plätze und an der Seite von Edit Palko, Maria Vadas und Beatrix Holéczy Rang 13. mit der Mannschaft. Letzte internationale Meisterschaften und Abschluss der Karriere wurden die Olympischen Winterspiele 1994, wo Bereczki erneut in allen drei Rennen zum Einsatz kam. In Sprint und Einzel wurde sie 65., mit Anna Bozsik, Éva Szemcsák und Beatrix Holéczy 17. im Staffelrennen.
Im Skilanglauf nahm Bereczki in der Saison 1990/91 im Val di Fiemme über 5 Kilometer Klassisch 57.

## Biathlon-Weltcup-Platzierungen
Die Tabelle zeigt alle Platzierungen (je nach Austragungsjahr einschließlich Olympische Spiele und Weltmeisterschaften).
- 1.–3. Platz: Anzahl der Podiumsplatzierungen
- Top 10: Anzahl der Platzierungen unter den ersten zehn (einschließlich Podium)
- Punkteränge: Anzahl der Platzierungen innerhalb der Punkteränge (einschließlich Podium und Top 10)
- Starts: Anzahl gelaufener Rennen in der jeweiligen Disziplin
- Staffel: inklusive Mixed-Staffel

| Platzierung                                                                                          | Einzel | Sprint | Verfolgung | Massenstart | Team | Staffel | Gesamt |
| --- | ------ | ------ | ---------- | ----------- | ---- | ------- | ------ |
| 1. Platz                                                                                             |        |        |            |             |      |         |        |
| 2. Platz                                                                                             |        |        |            |             |      |         |        |
| 3. Platz                                                                                             |        |        |            |             |      |         |        |
| Top 10                                                                                               |        |        |            |             |      |         |        |
| Punkteränge                                                                                          | 1      |        |            |             | 1    | 3       | 5      |
| Starts                                                                                               | 14     | 13     |            |             | 1    | 3       | 31     |
| Stand: Karriereende, Daten nicht komplett, einschließlich Weltmeisterschaften und Olympischer Spiele |        |        |            |             |      |         |        |